# Rondo (blauw druivenras)

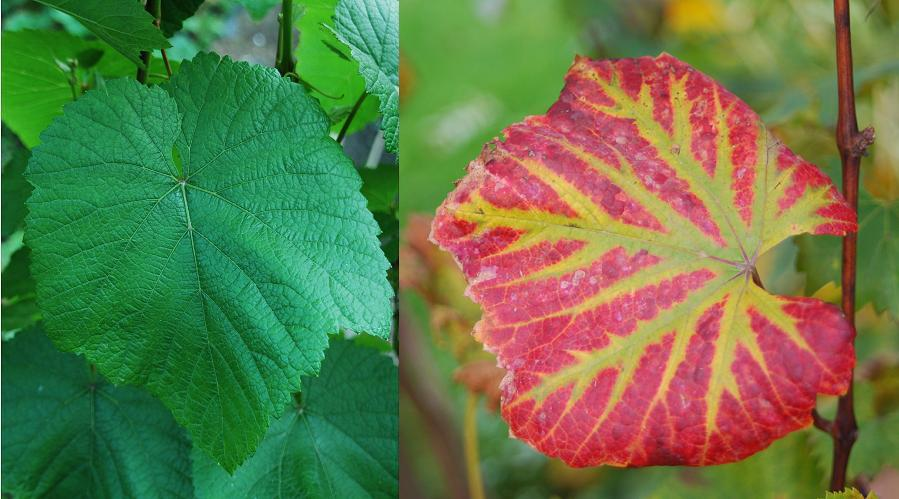
Blad van de Rondo in de zomer en herfst.

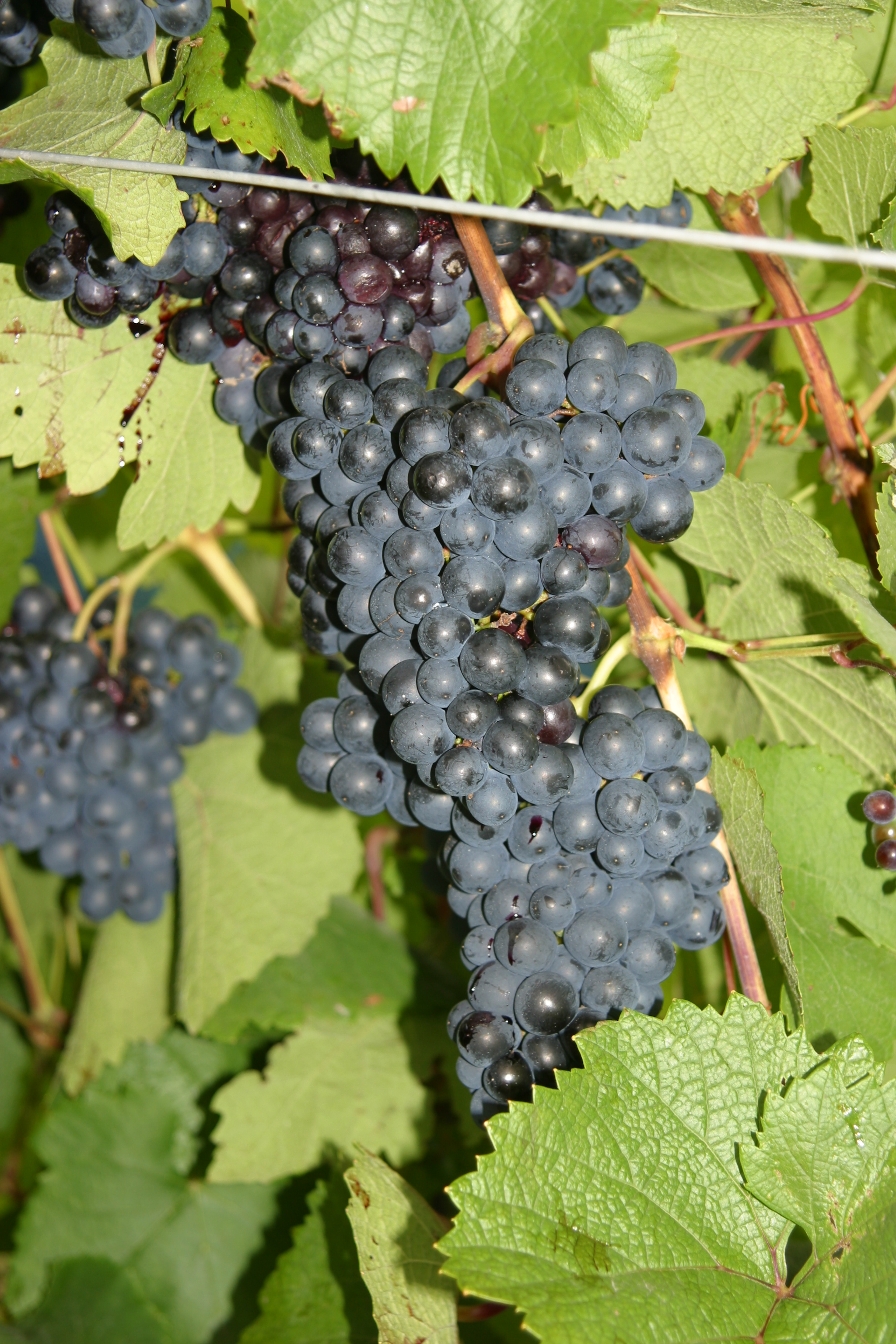
Rondo

Rondo is een nieuw blauw druivenras.

## Kweek
De Rondo werd oorspronkelijk door professor V. Kraus in Tsjechië gekweekt. Het ras is ontstaan uit een kruising tussen Zarya Severa en St. Laurent. In 1964 werd hij door professor Dr. Helmut Becker verder ontwikkeld op het wijnbouwproefstation te Geisenheim, Duitsland. Het ras stond oorspronkelijk bekend onder zijn synoniem "Geisenheim 6494-5".

## Ziekten
Rondo heeft een redelijke resistentie tegen de belangrijkste schimmelziekten echte meeldauw, valse meeldauw en botrytis. Tegen echte meeldauw is in ongunstige jaren bespuiting noodzakelijk. Maar aantasting door schimmelziekten is gewoonlijk minder hevig dan bij niet-resistente rassen. De druif is wespgevoelig.

## Groei
De Rondo vertoont een krachtige, maar wat hangende groeiwijze, met veel dieven. Uitlopen van de stok begint vroeg in het voorjaar. Ook de rijping van de bessen is vroeg: in Nederland vanaf half september al. De Rondo vormt middelgrote tot grote trossen, met kleine tot middelgrote blauwe bessen. Ze zijn los gevormd, waardoor ze makkelijk drogen en de kans op aantasting door schimmelziekten wordt verkleind. De Rondo geeft grote opbrengsten. Door de trossen laat te oogsten kan een hoog suikergehalte worden ontwikkeld.

## Wijn
De Rondo is een goed ras voor de productie van wijn en, in mindere mate, als handdruif. In de tuin is het een aanwinst door de mooie herfstkleur. De Rondo geeft een fruitige donkerrode wijn met een Bourgognekarakter. De wijn, met duidelijke tannines, is kleurvast en heeft in haar aroma kersen, pruimen, bloemen, druiven en rook. De druif is in Nederland goedgekeurd voor het maken van land- en tafelwijnen.